# Friona recalx
Friona recalx är en stekelart som först beskrevs av Tosquinet 1903.  Friona recalx ingår i släktet Friona och familjen brokparasitsteklar. Inga underarter finns listade i Catalogue of Life.